# Marian Zeciu
Tudor Marian Zeciu (orm.: Մարիան Զեչիու, ur. 25 lutego 1977 w Bukareszcie) – ormiański piłkarz pochodzenia rumuńskiego występujący na pozycji pomocnika.

## Kariera klubowa
Zeciu karierę rozpoczynał w 1998 roku w trzecioligowym Juventusie Bukareszt. W sezonie 1998/1999 awansował z nim do drugiej ligi. W sezonie 2001/2002 występował w także drugoligowej Electromagnetice Bukareszt, a następnie wrócił do Juventusu.
W 2003 roku Zeciu przeszedł do ormiańskiego Piunika Erywań. W tym samym roku zdobył z nim mistrzostwo Armenii, a w 2004 roku mistrzostwo Armenii oraz Puchar Armenii. Na początku 2005 roku wrócił do Rumunii, gdzie został zawodnikiem pierwszoligowego Oțelulu Gałacz. W trakcie sezonu 2005/2006 odszedł stamtąd do drugoligowych rezerw Rapidu Bukareszt.
W 2006 roku Zeciu przeszedł do pierwszoligowego Ceahlăulu Piatra Neamț, ale na początku 2007 roku odszedł do trzecioligowego już Juventusu Bukareszt. W połowie tego samego roku został graczem klubu FC Snagov, również występującego w trzeciej lidze. W sezonie 2007/2008 awansował z nim do drugiej ligi, a po sezonie 2011/2012 zakończył karierę.

## Kariera reprezentacyjna
W reprezentacji Armenii Zeciu zadebiutował 6 września 2003 w przegranym 0:1 meczu eliminacji Mistrzostw Europy 2004 z Grecją. W latach 2003–2004 w drużynie narodowej rozegrał 7 spotkań.